# Chuột chù chân trắng Ussuri
Chuột chù chân trắng Ussuri, tên khoa học Crocidura lasiura, là một loài động vật có vú trong họ Chuột chù, bộ Soricomorpha. Loài này được Dobson mô tả năm 1890.